# Briggan Krauss
Briggan Krauss is een Amerikaanse jazzsaxofonist, -klarinettist van de modernjazz en geluidsartiest.

## Biografie
Krauss ging in Lake Oswego naar de middelbare school en studeerde vervolgens elektronische muziek en muziektheorie aan het Cornish College of the Arts in Seattle. Daar werkte hij in het plaatselijke circuit en richtte hij het trio Babkas op met Brad Shepik en Aaron Alexander. Hij werd ook lid van Wayne Horvitz' Pig Pen Quartet, met wie hij internationaal toerde. In 1994 verhuisde hij naar New York, waar hij voor het eerst de muziek van Sun Ra interpreteerde bij Myth Science en speelde hij in het trio van Andrea Parkins. In 1995 was hij een van de oprichters van Sex Mob en behoort hij nog steeds tot de band. Hij streefde ook zijn eigen projecten na: op zijn album Good Kitty (1996) met Chris Speed en Michael Sarin richtte hij zich qua compositie op Horvitz, met wie hij en Kenny Wollesen ook het kritisch gemarkeerde album 300 opnamen. In zijn trio H-alpha treedt hij op met Jim Black en Ikue Mori. Sinds 2000 legt hij zich steeds meer toe op compositie en presenteert hij twee albums met elektronische muziek. Zijn octetsamenstelling Lensing ging in première in 2002. Met Kato Hideki ontwikkelde hij de geluids- en video-installatie Zure (2007). Hij is ook betrokken bij tal van Hal Willner-producties en is te horen op opnamen van Andrew Drury, Jerry Granelli, Bill Frisell en Satoko Fujii.

## Discografie
- 1996: Good Kitty (Knitting Factory)
- 2000: Descending to End
- ????: Object # 1
- ????: Object # 2
- ????: H-alpha Red Sphere
- 2019: Art of the Saxophone: The Lethe Lounge Sessions